# جيم لونش (كاتب)
جيم لونش (بالإنجليزية: Jim Lynch)‏‏ (3 نوفمبر 1961 في سياتل - ) روائي من الولايات المتحدة.

## الجوائز
- جائزة جورج بولك  [لغات أخرى]‏